# Gréta Arn
Gréta Arn (* 13. April 1979 in Budapest) ist eine ehemalige ungarische Tennisspielerin.

## Karriere
Arn spielte bis Ende 2007 für Deutschland (sie besitzt auch die deutsche Staatsbürgerschaft) und trat danach für Ungarn an. Sie gewann in 13 Begegnungen neun ihrer 16 Fed-Cup-Partien. Sie scheiterte mit ihrer Landsfrau Ágnes Szávay 2008 bei den Olympischen Spielen in Peking in der ersten Runde an Ayumi Morita und Ai Sugiyama.
Ihren ersten WTA-Turniersieg feierte sie im Mai 2007 beim Sandplatzturnier in Estoril, wo sie als Qualifikantin angetreten war. Im Finale besiegte sie Wiktoryja Asaranka im Tiebreak des dritten Satzes. In Wimbledon erreichte sie 2010 ebenfalls als Qualifikantin die dritte Runde, in der sie Marion Bartoli in zwei Sätzen unterlag.
Im fortgeschrittenen Tennisalter von 32 Jahren spielte Arn 2011 ihre mit Abstand erfolgreichste Saison, welche bereits früh mit ihrem zweiten Titel auf der WTA Tour begann, als sie im neuseeländischen Auckland das Endspiel gegen Titelverteidigerin Yanina Wickmayer mit 6:3 und 6:3 gewann. Zuvor hatte sie im Viertelfinale mit der Favoritin Maria Scharapowa erstmals eine Top-20-Spielerin besiegt.
Nach einem Sieg über Swetlana Kusnetsowa (3:6, 7:6, 7:6) erreichte sie in Rom das fünfte Viertelfinale der laufenden Saison und schaffte damit den Sprung auf Position 40 der WTA-Weltrangliste. Bei den Australian Open zog Arn 2012 erstmals in die dritte Runde ein, 2013 konnte sie über die Qualifikation noch einmal das Hauptfeld erreichen, wo sie jedoch bereits in der ersten Runde der Slowakin Jana Čepelová unterlag. Im Juli desselben Jahres spielte sie in Budapest ihr vorerst letztes Profiturnier.
Im Juli 2017 gab Arn im Alter von 38 Jahren nach einem erfolgreich abgeschlossenen Studium der Innenarchitektur ihr Comeback auf dem ITF Women’s Circuit. Am 13. Januar 2021 beendete sie ihre Tennislaufbahn.

## Turniersiege

### Einzel
| Nr. | Datum            | Turnier           | Kategorie         | Belag             | Finalgegnerin      | Ergebnis       |
| --- | ---------------- | ----------------- | ----------------- | ----------------- | ------------------ | -------------- |
| 1.  | 2. November 1997 | Stockholm         | ITF $10.000       | Teppich (Halle)   | Athina Briegel     | 6:2, 6:3       |
| 2.  | 3. Oktober 1999  | Glasgow           | ITF $10.000       | Teppich (Halle)   | Manisha Malhotra   | kampflos       |
| 3.  | 1. August 2004   | Bad Saulgau       | ITF $10.000       | Sand              | Tanja Ostertag     | 6:4, 6:2       |
| 4.  | 22. Januar 2006  | Fort Walton Beach | ITF $25.000       | Hartplatz         | Valentina Sassi    | 7:5, 6:2       |
| 5.  | 6. Mai 2007      | Oeiras            | WTA Tier IV       | Sand              | Wiktoryja Asaranka | 2:6, 6:1, 7:63 |
| 6.  | 8. Januar 2011   | Auckland          | WTA International | Hartplatz         | Yanina Wickmayer   | 6:3, 6:3       |
| 7.  | 29. Oktober 2017 | Saguenay          | ITF $60.000       | Hartplatz (Halle) | Bibiane Schoofs    | 6:1, 6:2       |

### Doppel
| Nr. | Datum              | Turnier         | Kategorie   | Belag     | Partnerin             | Finalgegnerinnen                         | Ergebnis      |
| --- | ------------------ | --------------- | ----------- | --------- | --------------------- | ---------------------------------------- | ------------- |
| 1.  | 19. September 1998 | Biograd na Moru | ITF $10.000 | Sand      | Lana Miholček         | Diane Asensio Mervana Jugić-Salkić       | 6:3, 6:2      |
| 2.  | 11. März 2000      | Haikou          | ITF $25.000 | Hartplatz | Julie Pullin          | Chae Kyung-yee Ryoko Takemura            | 7:5, 6:4      |
| 3.  | 12. November 2005  | Port Pirie      | ITF $25.000 | Hartplatz | Sunitha Rao           | Monique Adamczak Christina Horiatopoulos | 6:4, 3:6, 6:2 |
| 4.  | 19. November 2005  | Nuriootpa       | ITF $25.000 | Hartplatz | Anastassija Rodionowa | Casey Dellacqua Trudi Musgrave           | 6:4, 1:6, 7:5 |